# 880 Herba
880 Herba
880 Herba là một tiểu hành tinh ở vành đai chính. Nó được Max Wolf phát hiện ngày 22.7.1917 ở Heidelberg, và được đặt theo tên Herba, nữ thần nghèo khổ trong thần thoại Hy Lạp.